# Asamblea Popular del Reino de Montenegro

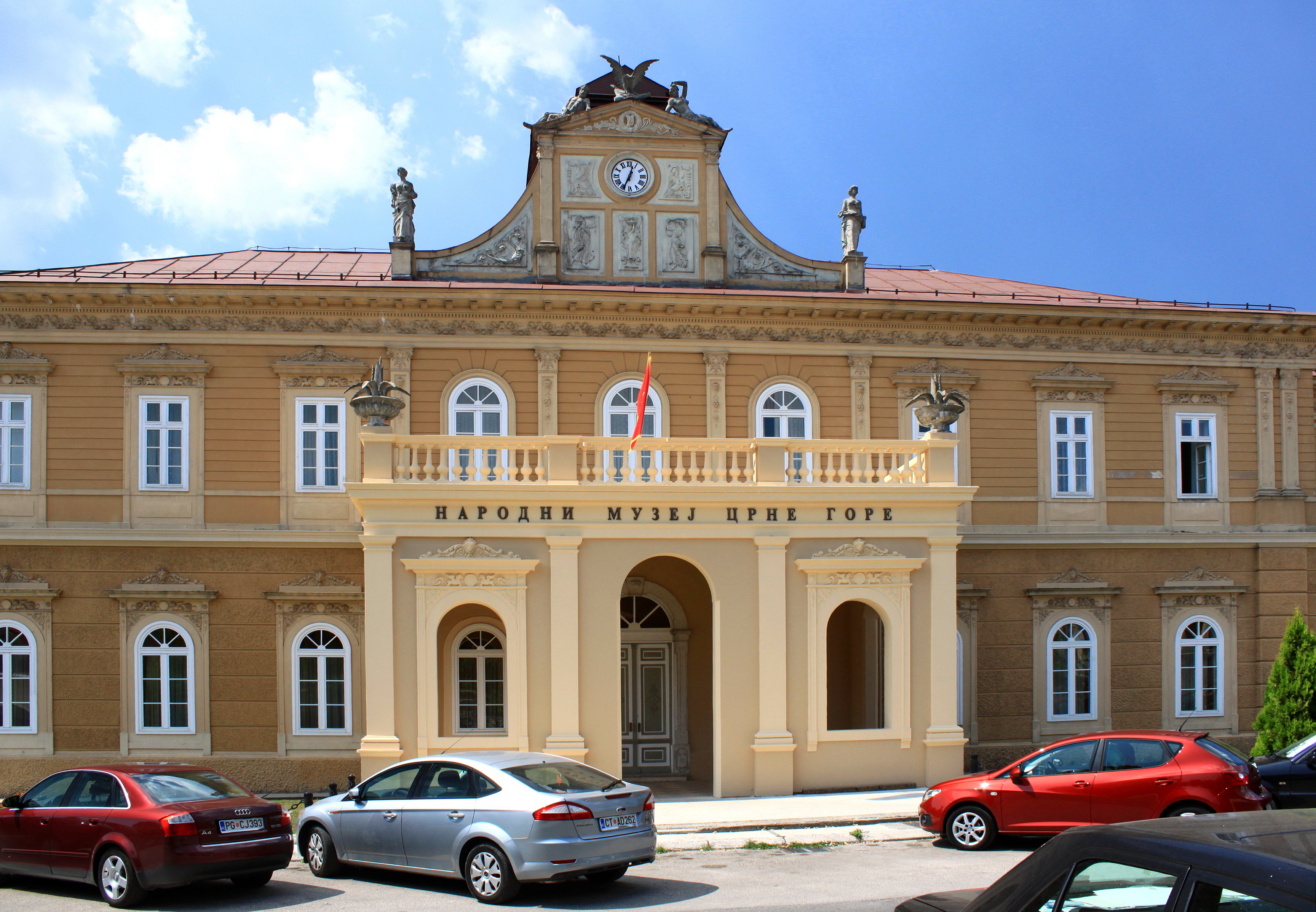
"Casa de Gobierno en Cetiña", donde se celebran Asambleas Nacionales en Cetiña desde 1910.

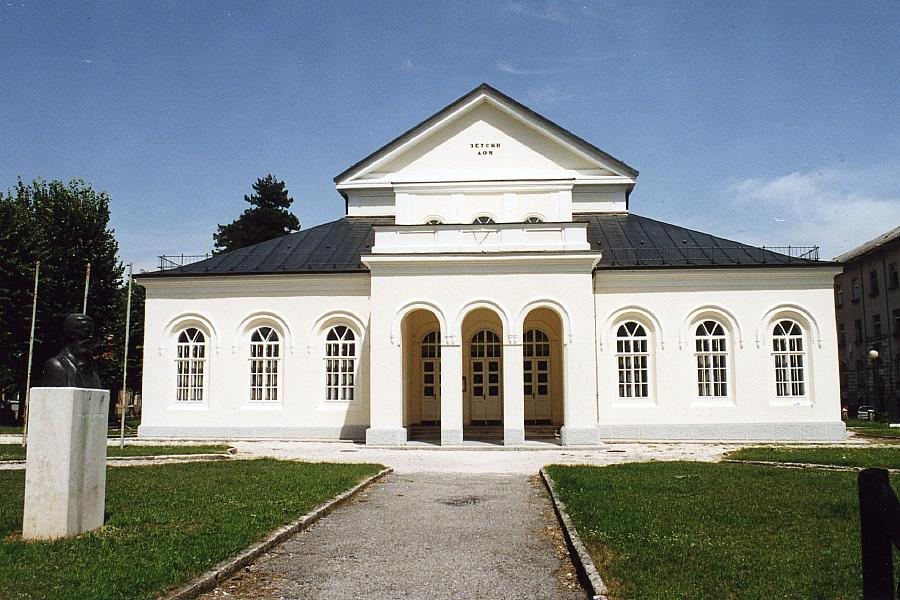
Teatro "Zetski dom" donde se celebraban asambleas en Cetiña durante la época del Principado de 1905 a 1910.

La Asamblea Nacional o la Asamblea Popular del Reino de Montenegro (cirílico serbio: Народна скупштина Краљевине Црне Горе; Narodna skupština Kraljevine Crne Gore) era la oficina de representación del pueblo en el Reino de Montenegro. Inició su trabajo tras la ratificación de la Constitución de Nicolás (1905).

## Historia
El Principado de Montenegro fue definido por la Constitución de Nicolás aprobada (1905) como una monarquía hereditaria con representación popular. El Príncipe ejerció el poder legislativo junto con la Asamblea Popular. Reemplazó a las anteriores asambleas, reuniones y consejos nacionales.
Durante el Principado de Montenegro, es decir, el Reino de Montenegro, hasta la Primera Guerra Mundial, hubo un total de cuatro convocatorias de la Asamblea Popular. Las primeras elecciones parlamentarias se celebraron sobre la base de la Ley sobre las elecciones de los diputados del pueblo, aprobada el 24 de junio y 7 de julio de 1906. Se celebraron el 27 de septiembre, y la primera sesión de la Asamblea Popular fue el 31 de octubre de 1906. Fue disuelta el 9 de julio de 1907.
La segunda elección se celebró el 31 de octubre de 1907 y la Asamblea Popular se reunió el 21 de noviembre de 1907. Se disolvió en septiembre de 1911. La siguiente tercera elección se celebró el 27 de septiembre de 1911 y la Asamblea Popular se reunió el 1 de diciembre de 1907. 1911, y su convocatoria continuó hasta el 25 de octubre de 1913.
Las últimas cuartas elecciones se celebraron el 11 de enero de 1914 y la Asamblea Popular se reunió el 28 de enero de 1914. Se reunió por última vez el 25 de diciembre de 1915 y finalizó sus trabajos el 4 de enero del año siguiente. Con la pérdida de la condición de Estado (1918), no hubo ningún representante nacional montenegrino hasta la Segunda Guerra Mundial.

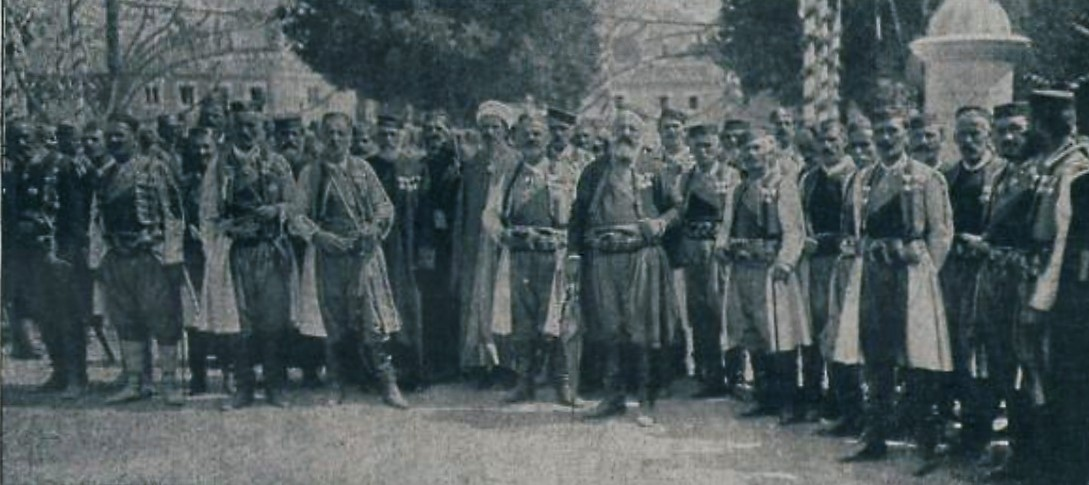
Asamblea Popular montenegrina

## Composición
Los representantes del pueblo fueron elegidos por un mandato de cuatro años. La Asamblea Popular estaba formada por representantes elegidos libremente por el pueblo y las siguientes personas por cargo: el Metropolitano de Montenegro, el Arzobispo de Abogados y Primado de Serbia, el Muftí de Montenegro, el presidente y los miembros del Consejo de Estado, el presidente del Gran Tribunal, el presidente del Control Principal del Estado y tres brigadistas (que fueron nombrados por el príncipe). Las elecciones se convocaban por decreto del Príncipe, a propuesta del Ministro del Interior y previa audiencia del Consejo de Ministros.
Cada capitanía constituía un distrito electoral y elegía un diputado. Las ciudades de Cetiña, Nikšić, Podgorica, Kolašin, Bar y Ulcinj también eligieron un diputado cada una. Todo ciudadano montenegrino mayor de 21 años tenía derecho a votar. Los oficiales activos del ejército, así como los suboficiales y soldados del ejército permanente, no podían elegir diputados. Quienes fueron condenados a prisión (hasta que recuperen sus derechos civiles), quienes fueron condenados por delitos de pérdida del honor civil (mientras dure la pena), quienes están bajo confiscación, quienes están bajo tutela y quienes se encuentran sin permiso montenegrino, sí lo hicieron no tener derecho a voto el gobierno entró al servicio de un estado extranjero. Las mujeres no tenían derecho a votar.
Sólo un ciudadano montenegrino que: tenía 30 años el día de las elecciones, vivía permanentemente en Montenegro (excluidos los que trabajaban en el gobierno de forma paralela), disfrutaba de todos los derechos civiles y pagaba al menos 15 coronas al año.
En las primeras elecciones celebradas el 27 de septiembre de 1906 para el período parlamentario 1906-1910. Fueron elegidos 59 diputados populares (6 de ellos por localidades y 53 por capitanía).

## Área
El señor príncipe convocó la Asamblea Popular en Lučindan, en convocatoria ordinaria o extraordinaria. Abrió y cerró sus sesiones personalmente, con un discurso desde el trono, o a través del Consejo Ministerial, por carta o decreto. La lista civil de príncipes estaba determinada por ley. No podía aumentarse sin el consentimiento de la Asamblea Popular ni disminuirse sin el consentimiento del príncipe.
En la primera reunión de la Asamblea Popular, el cargo de presidente, en calidad de presidente interino, lo ocupó el diputado de mayor edad. Dado que los poderes de los diputados serían examinados y certificados en la forma prescrita, los diputados prestaron el siguiente juramento: "Yo, N.N, juro por el único Dios, que seré fiel al príncipe señor, que preservaré fielmente la Constitución y que durante mis trabajos en la Asamblea Popular, sólo tendré presente el bien general del príncipe señor y de la patria. Mientras cumplía esto, el Dios de este mundo y del próximo me ayudó." La Presidencia de la Asamblea Popular estaba compuesta por el presidente, el vicepresidente y tres secretarios, y era elegida mediante votación secreta.
La Asamblea Popular sólo podría trabajar y tomar decisiones si más de la mitad del número total de diputados estuviera presente en la sesión. Para una conclusión válida se necesitaba la mayoría absoluta de los votos emitidos.
El Gobierno, en nombre del príncipe señor, presentaba propuestas legislativas a la Asamblea Popular, y también la Asamblea Popular al Gobierno. Sin embargo, las propuestas legales formales provinieron únicamente del Gobierno. En nombre del Gobierno, el ministro en cuestión presentó propuestas legales. En la Asamblea Popular, las propuestas podrían ser presentadas por uno o más diputados juntos, con el apoyo de diez diputados. En la Asamblea Popular sólo podían hablar los diputados, ministros y comisarios gubernamentales. Todo miembro del parlamento tenía derecho a interpelar a los ministros.